# Villa Rotonda

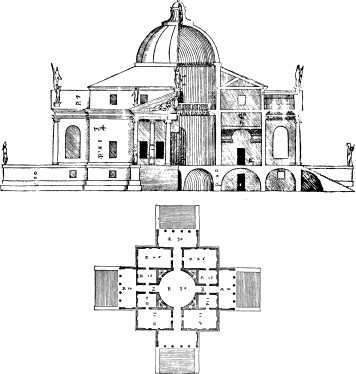
Przekrój poprzeczny i rzut Villi Rotonda, autorstwa Palladia w I Quattro Libri dell'Architettura

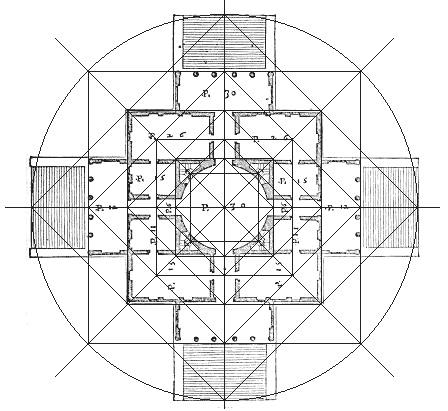
Dyspozycja przestrzenna Villi Rotonda w oparciu o układy geometryczne

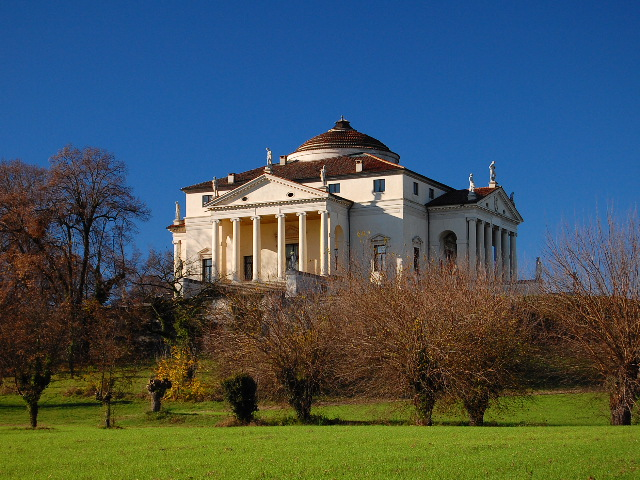
Villa Rotonda wiosną

Villa Rotonda, zwana także Villa Almerico Capra – renesansowa rezydencja zaprojektowana przez włoskiego architekta Andrea Palladia. Znajduje się w Vicenzy (Wenecja Euganejska, Włochy), na południowy wschód od historycznego centrum miasta. Projekt willi powstał w 1550 roku, prace przy realizacji trwały do 1582 roku. Rezydencja została wzniesiona na rzucie kwadratu. Jej naczelną cechą charakterystyczną jest centralny układ przestrzenny, symetryczne rozplanowanie, według matematycznie obliczonych proporcji. Pośrodku znajduje się okrągła sala pod płaską kopułą. Oryginalność projektu Palladia polegała na zastosowaniu w willi pozamiejskiej elementów architektury antycznej, wcześniej zarezerwowanej dla świątyń i budynków publicznych. Przykładowo do rezydencji prowadzą z każdej z czterech stron portyki o porządku jońskim.

## Dzieje
Zleceniodawcą Villi Rotonda był ksiądz Paolo Almerico, kanonik i referendarz Kurii Rzymskiej na Watykanie w okresie pontyfikatu papieży Piusa IV i Piusa V. Po przejściu na emeryturę postanowił wrócić do swego rodzinnego miasta Vicenza, należącego wówczas do Republiki Weneckiej i w 1565 roku polecił zbudować rezydencję. Prace architektoniczne zlecono Andrei Palladio, który wybrał rzymski Panteon jako wzorzec ideowy i formalny dla Villi Rotonda. 
W przeciwieństwie do innych budowli Palladia, które sytuowano głównie w obszarze zurbanizowanym, Villa Rotonda powstała z dala od zabudowań Vicenzy na niewysokim wzgórzu. Prace budowlane rozpoczęto w roku 1567. Zanim prace ukończono, Palladio oraz właściciel rezydencji Paolo Almerico zmarli. Po roku 1580 (data śmierci Palladia) prace powierzono Vincenzo Scamozziemu, który częściowo zmodyfikował projekt Palladia. Scamozzi zmienił układ centralnej sali, której wysokość objęła dwie kondygnacje. Półkolistą kopułę projektu Scamozzi zastąpił bardziej płaskim nakryciem centralnej sali, pośrodku której usytuowano duży, okrągły oculus. 

## Architektura

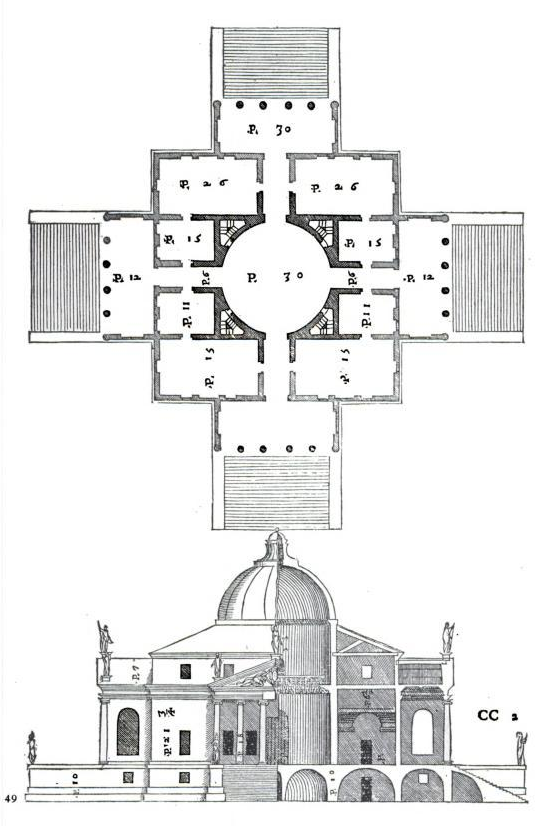
Abbildung 49 aus Andrea Palladio: Cztery księgi architektury

Położona na wzgórzu rezydencja zbudowana jest na planie krzyża greckiego wpisanego w kwadrat. Pośrodku znajduje się duża, reprezentacyjna sala, nakryta kopułą, na planie koła wpisanego w kwadrat. Pomieszczenia znajdujące się w niewielkiej przestrzeni rozplanowane między kołem i kwadratem zaadaptowano na klatki schodowe. Do centralnego pomieszczenia prowadzą ze wszystkich stron wąskie korytarze. W obrębie kwadratowej przestrzeni całego gmachu rozplanowano osiem prostokątnych w planie pomieszczeń, cztery mniejsze na osi oraz cztery mniejsze poza nią. Wspomnianą oś wyznacza identyczna szerokość sali centralnej, dwóch par mniejszych pomieszczeń i korytarzy pomiędzy nimi oraz dwóch portyków i schodów zewnętrznych. 
Villa Rotonda jest realizacją, która w pełni obrazuje teorię, którą opracował Palladio w Czterech księgach o architekturze. Miary określające wielkość zaprojektowanych przezeń pomieszczeń były zestawiane tak by w sposób jednoznaczny wyznaczały plan, elewacje i wnętrza budynku. Założenia architektoniczne były ustalane na zasadzie stosunków harmonicznych. Ważnym czynnikiem kształtującym styl było wytyczenie idei całości i hierarchizacja poszczególnych elementów budynku, które są wzajemnie podporządkowane. Dyspozycja przestrzenna rezydencji została rozplanowana w oparciu o geometrię. Proporcje wymiarów pomieszczeń i całej bryły są ściśle dopasowane do przenikających się w sposób harmonijny kół, kwadratów i rombów. Villa Rotonda jest trójkondygnacyjna. Ponad niskim przyziemiem znajduje się piano nobile – kondygnacja z reprezentacyjnymi pomieszczeniami. Powyżej trzecia kondygnacja o wysokości podobnej do przyziemia. Wysokość przyziemia i górnej kondygnacji razem wziętych odpowiadają wysokości piano nobile.
Architekt zadbał także o estetykę elewacji zewnętrznych. Odznaczają się one oszczędnym zastosowaniem dekoracji i elementów architektonicznych, w celu wyeksponowaniu bryły.
Villa Rotonda należy do wzorcowych budowli renesansowych w Europie. Stanowiła pierwowzór licznych budynków klasycystycznych, stanowiła inspirację dla kierunku ukształtowanego w XVIII wieku w Anglii zwanym palladianizmem, który objął swoim zasięgiem większość krajów Europy w tym Polskę. Dzieło Palladia posłużyło jako wzór m.in. dla warszawskiej Królikarni (lata 1782–1789, Dominik Merlini) i pałacu w Lubostroniu (1800 rok, Stanisław Zawadzki).